# Moșceana, Jovkva
Moșceana (în ucraineană Мощана) este un sat în comuna Nova Kameanka din raionul Jovkva, regiunea Liov, Ucraina.

## Demografie
Componența lingvistică a localității Moșceana
     Ucraineană (100%)
Conform recensământului din 2001, toată populația localității Moșceana era vorbitoare de ucraineană (100%).